# Domingo Señor
Domingo Señor es una localidad española del municipio salmantino de Berrocal de Huebra, en la comunidad autónoma de Castilla y León.

## Ubicación
La localidad está situada en un terreno llano rodeado de suaves colinas, donde crecen encinas,en la parte central de la provincia de Salamanca. Pertenece al término municipal de Berrocal de Huebra.

## Historia
A mediados del siglo XIX, la localidad, ya por entonces parte del municipio de Berrocal de Huebra, contaba con una población de 23 habitantes. Aparece descrita en el séptimo volumen del Diccionario geográfico-estadístico-histórico de España y sus posesiones de Ultramar de Pascual Madoz de la siguiente manera: 

DOMINGO SEÑOR: ald. agregada al ayunt. de Berrocal de Huebra y á la felig. de Peralejos de Solis, en la prov. y dióc. de Salamanca, partido jud. de Sequeros, aud. terr. y c. g. de Valladolid. Está sit. en un llano rodeado de pequeñas colinas, bien ventilado y con clima benigno y sano. Tiene 5 casas medianas y su térm. confina al N. con el de Pedro Martin; E. Peralejos de Solis; S. Berrocal de Huebra, y O. Sanchon de la Sagrada; la estension de todo él de N. á S. es medio cuarto de leg. y de E. á O. 1/2 leg.; en él hay una fuenle y un regato que una y ostro se agotan al empazar los calores, teniendo que buscar el agua en los pueblos limítrofes. El terreno es todo de secano, flojo y pizarroso pero poblado de monte de encina; hay un prado bastante grande y algunos valles con pastos de mediana calidad. prod.: trigo y centeno, y se cria algún ganado lanar y vacuno, habiendo caza de perdices y conejos. pobl.: 5 vec, 23 alm. Contribuye con su ayuntamiento.
(Madoz, 1847, p. 399)

En 2022 la localidad tenía censados 11 habitantes.